# Requena (kommun i Spanien, Valencia, Província de València, lat 39,43, long -1,20)
Requena är en kommun i Spanien.   Den ligger i provinsen Província de València och regionen Valencia, i den östra delen av landet, 240 km sydost om huvudstaden Madrid. Antalet invånare är 21 554.